# Cacostola rugicollis
Cacostola rugicollis är en skalbaggsart som beskrevs av Bates 1885. Cacostola rugicollis ingår i släktet Cacostola och familjen långhorningar.
Artens utbredningsområde är Honduras. Inga underarter finns listade.